# Wybory prezydenckie w Azerbejdżanie w 2003 roku
Wybory prezydenckie w Azerbejdżanie w 2003 roku odbyły się 15 października.
Pogarszające się zdrowie Heydəra Əliyeva, ówczesnego prezydenta Azerbejdżanu, skłoniło go do przekazania władzy synowi, İlhamowi Əliyevovi. W sierpniu 2003 został on premierem kraju, natomiast kilka miesięcy później wystartował w wyborach prezydenckich.
Zdecydowane zwycięstwo w wyborach odniósł Əliyev (75,38% głosów). Wybory zostały uznane przez niezależnych obserwatorów za niespełniające w pełni standardów demokratycznych.

## Wyniki
| Kandydat                              | Partia                                | Otrzymane głosy | %      |
| ------------------------------------- | ------------------------------------- | --------------- | ------ |
| İlham Əliyev                          | Nowy Azerbejdżan                      | 1 860 346       | 75,38% |
| İsa Qəmbər                            | Musawat                               | 372 385         | 15,09% |
| Lalə Şövkət                           | Milli Birlik                          | 100 558         | 4,07%  |
| Etibar Məmmədov                       | Azərbaycan Milli İstiqlal Partiyası   | 62 401          | 2,53%  |
| İlyas İsmayılov                       | Partia Sprawiedliwości                | 24 926          | 1,01%  |
| Sabir Rüstəmxanlı                     | Partia Solidarności Społecznej        | 23 730          | 0,96%  |
| Qüdrət Həsənquliyev                   | Azərbaycan Xalq Cəbhəsi Partiyası     | 13 624          | 0,55%  |
| Hafiz Hacıyev                         | Müasir Müsavat Partiyası              | 9 990           | 0,40%  |
| Głosy nieważne                        | Głosy nieważne                        | 324 037         | –      |
| Razem                                 | Razem                                 | 2 791 997       | 100%   |
| Uprawnionych do głosowania/frekwencja | Uprawnionych do głosowania/frekwencja | 4 442 338       | 62,85% |
| Źródło: IFES                          |                                       |                 |        |